# Alena Martínková
Alena Martínková (* 2. června 1951) je bývalá česká politička, po sametové revoluci československá poslankyně Sněmovny lidu Federálního shromáždění za formaci Sdružení pro republiku - Republikánská strana Československa (republikáni).

## Biografie
Pocházela z Ústí nad Labem. Ve volbách roku 1992 byla za SPR-RSČ zvolena do Sněmovny lidu (volební obvod Severočeský kraj). Se svou stranou se ale později rozešla a koncem roku 1992 se uvádí jako nezařazená poslankyně. Ve Federálním shromáždění setrvala do zániku Československa v prosinci 1992.